# Tivoli (Cork)
Tivoli ist ein östlicher Ortsteil von Cork, Irland. Er liegt am Ästuar des River Lee in den Cork Harbour. Bedeutende Anlagen zum Laden und Löschen von Schiffen befinden sich in den Docklands. Hier befindet sich auch die Hafenverwaltung für die übrigen Piers des Cork Harbour. Tivoli gehört zum Wahlbereich Cork North-Central.
Das Stadtzentrum Corks befindet sich ca. drei Kilometer westlich von Tivoli.

## Hafen
Die Docklands werden von Stückgutfrachtern, Tankern, Containerschiffen und RoRo-Schiffen zum Fahrzeugtransport angefahren. Im Osten bildet die Mündung des Glashabboy River, im Westen der Port 2000 Park an der Überführung der R635 (North Ring Road).
Im Norden wird das Hafengebiet durch die N8 und durch die Bahnstrecke Cork−Youghal begrenzt. 
Der Masterplan für den Port of Cork sieht vor, dass ab 2030 nur noch Stückgutfrachter und Containerschiffe hier anlanden. Ab 2040 soll das Hafengebiet umgewandelt werden. Die Hafenanlagen in Ringaskiddy sollen dann vor allem den Güterumschlag bewältigen.

## Wohngebiet
Nordwestlich des Hafens befindet sich das Wohngebiet mit zahlreichen Einfamilienhäusern, die Bed&Breakfast anbieten, und dem Silver Springs Hotel.
Im ganzen Gebiet befinden sich einige Himalaya-Zedern, die von Walter Raleigh gepflanzt worden sein sollen.